# Kruis Ie Klasse voor 40 Jaar Dienst
Het Kruis Ie Klasse voor 40 Jaar Dienst (Duits: "Dienstauszeichnungskreuz Ier Klasse für 40 Dienstjahre") werd van 1865 tot 1921, dat wil zeggen door drie Beierse koningen en door de regering van de Vrijstaat Beieren, verleend aan ambtenaren die veertig jaar in staatsdienst waren geweest.
Met het instellen van een dergelijk zilveren kruis volgde koning Lodewijk II van Beieren het voorbeeld van de andere Duitse vorsten. Een onderscheiding werd zeer op prijs gesteld door jubilarissen. Voor 24 en 12 dienstjaren bestond een geoxideerd bronzen kruis, de IIe Klasse. In 1906 werd het kruis der IIe Klasse gewijzigd; het werd nu in geoxideerd brons uitgereikt. De IIe Klasse werd in 1918 opgeheven.
Het lint was lichtblauw met een rij witte horizontale strepen langs de witte rand. Het kruis droeg een geëmailleerd Beiers wapenschild met ruiten binnen een groene lauwerkrans. Men droeg de onderscheiding op de linkerborst.